# Mataruge (Kraljevo)
Pour les articles homonymes, voir Mataruge.
Mataruge (en serbe cyrillique : Матаруге) est un village de Serbie situé sur le territoire de la ville de Kraljevo, district de Raška. Au recensement de 2011, il comptait 438 habitants.

## Démographie

### Évolution historique de la population
| 1948 | 1953 | 1961 | 1971 | 1981 | 1991 | 2002 | 2011 |
| ---- | ---- | ---- | ---- | ---- | ---- | ---- | ---- |
| 497  | 466  | 482  | 454  | 369  | 455  | 383  | 438  |

|  |